# Tôn Đức Thắng
Tôn Đức Thắng (født 20. august 1888 i Long Xuyen, Fransk Indokina, død 30. marts 1980 i Hanoi, Vietnam) var den anden og sidste præsident i Nordvietnam og den første præsident for den Socialistiske Republik Vietnam under Generalsekretær Lê Duẩns styre. Han fungerede oprindeligt som præsident for Nordvietnam fra 2. september 1969 og senere for det forenede Vietnam indtil sin død i 1980.
Tôn Đức Thắng var vietnamesisk nationalistisk og kommunistisk politiker, og var formand for Nationalforsamlingens stående udvalg 1955-1960 samt fungerede som vicepræsident for Hồ Chí Minh fra 1960 til 1969. Han døde som 91-årig, og var den ældste leder af en stat med titlen "præsident".